# برلین (نیوهمپشایر)
برلین (به انگلیسی: Berlin) شهری در ایالت نیوهمپشایر کشور ایالات متحده آمریکا است که جمعیت آن در سرشماری سال ۲۰۱۰ میلادی، ۱۰٬۰۵۱ نفر بوده‌است.

## نگارخانه

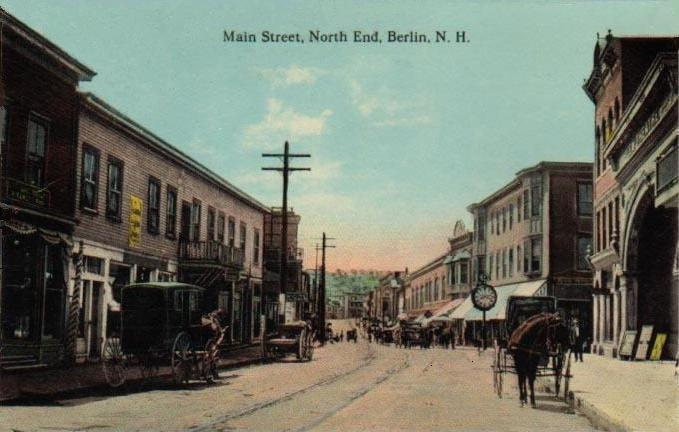
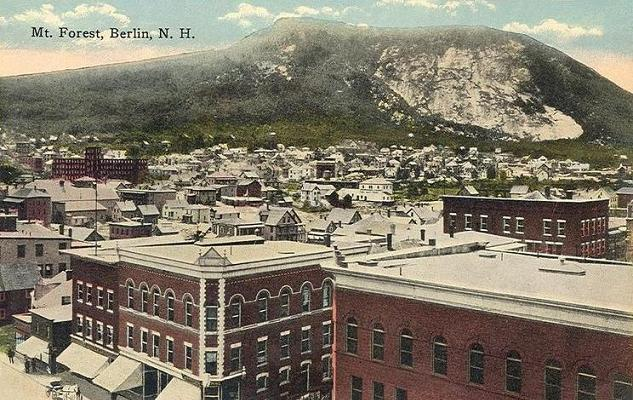
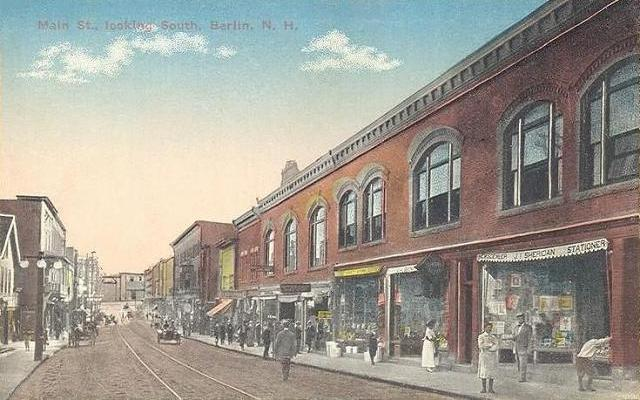
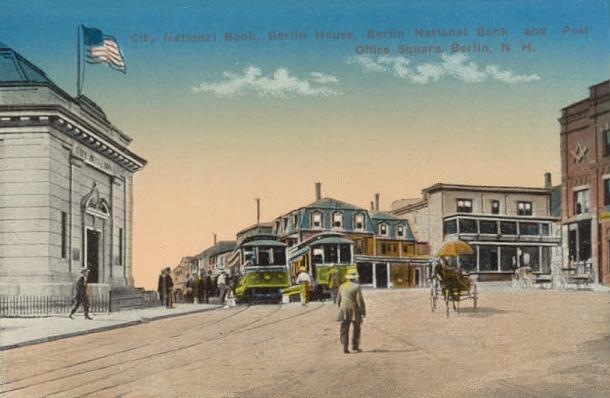
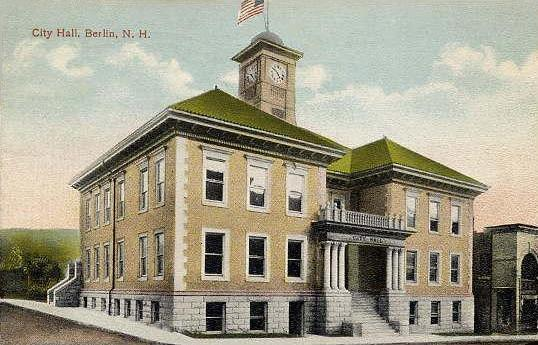
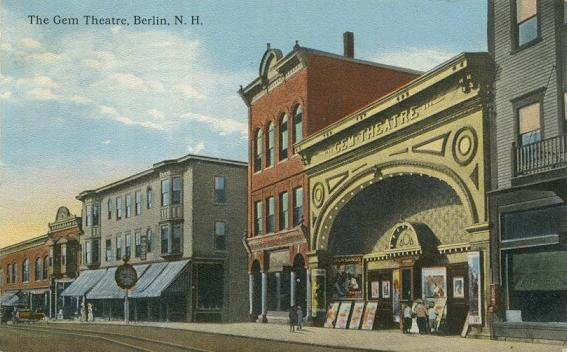
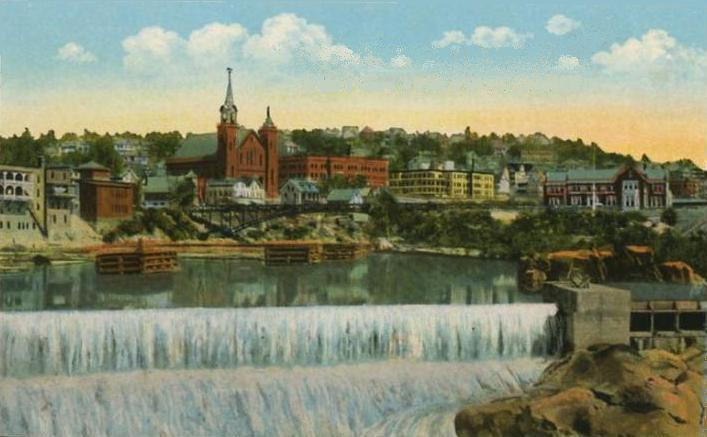
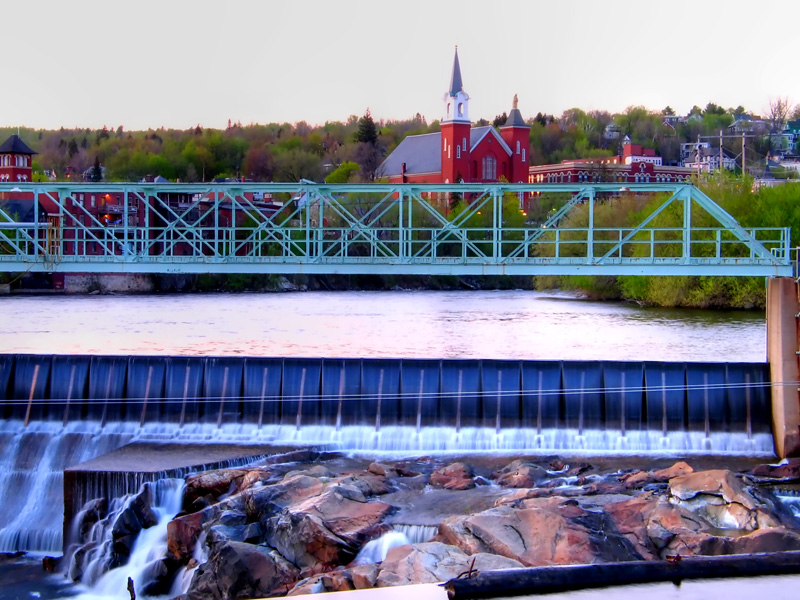
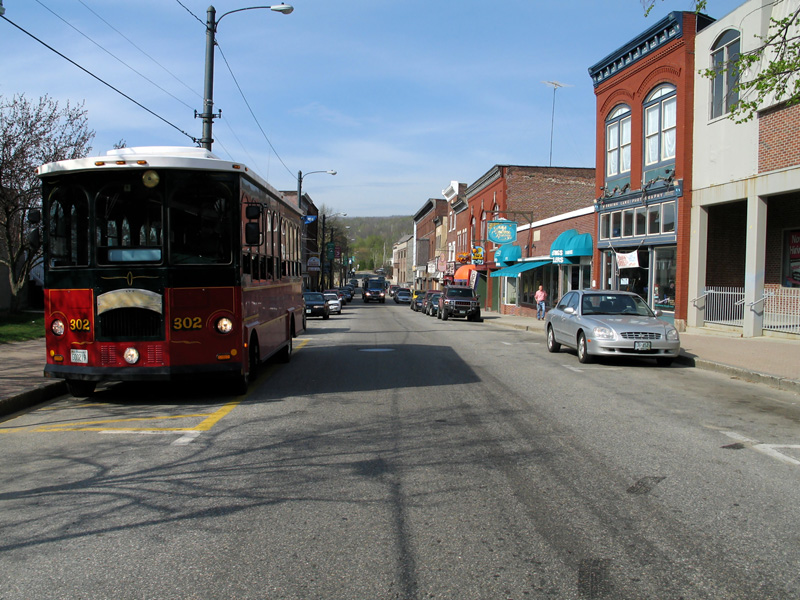
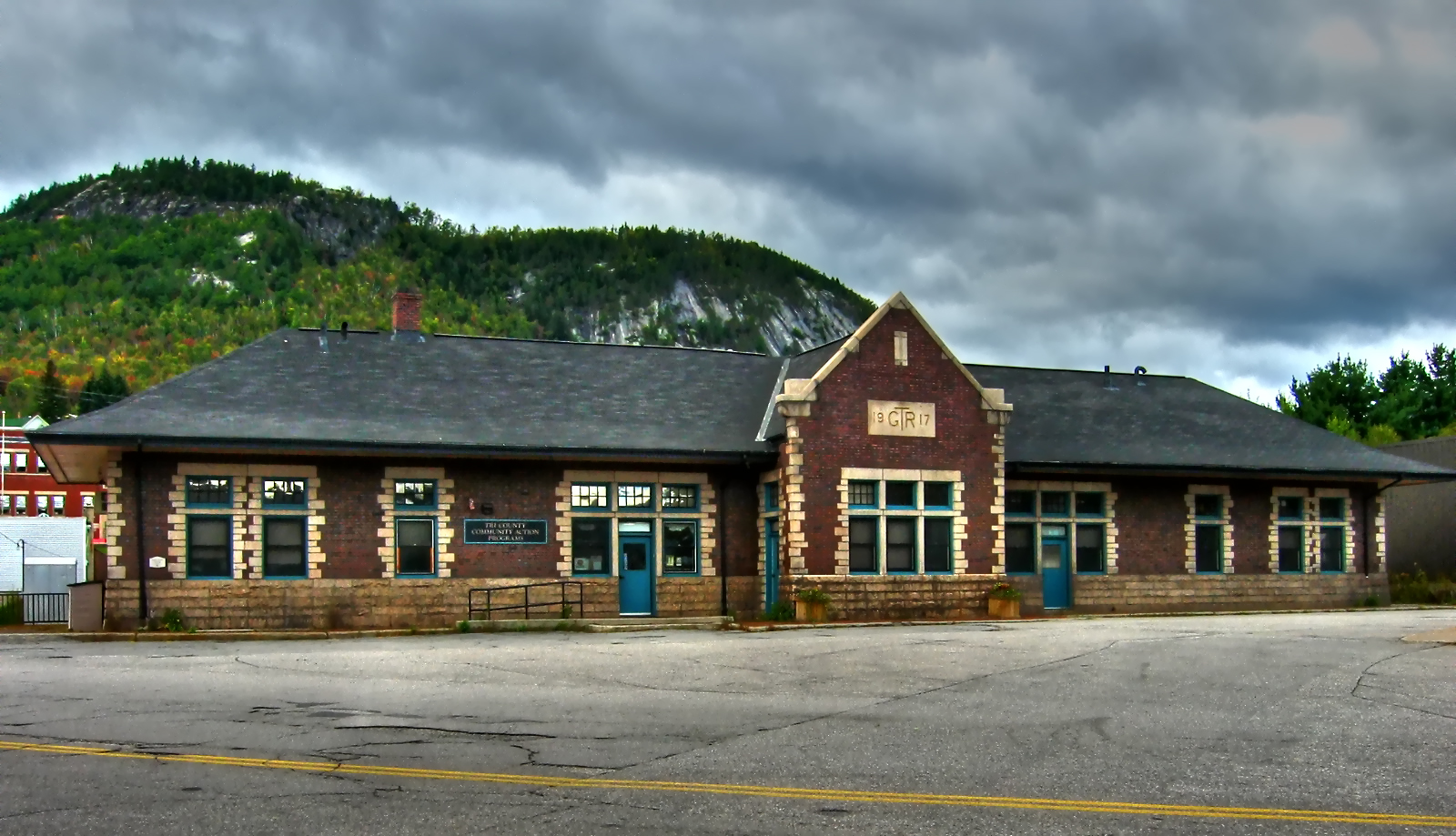
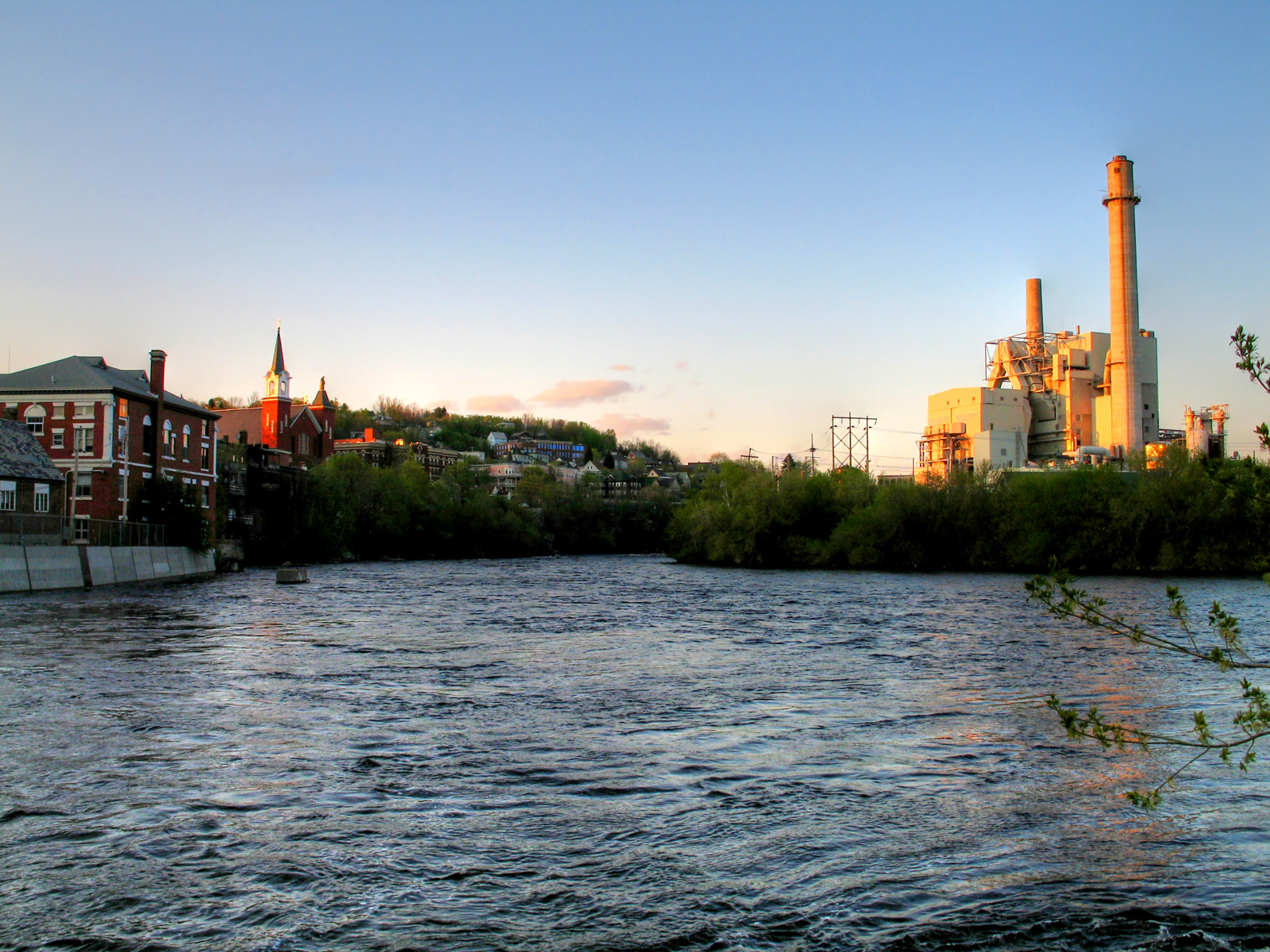
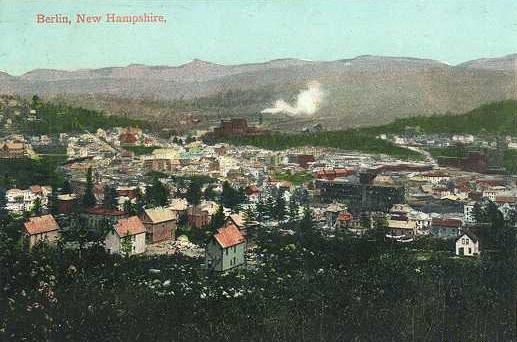

## موقعیت جغرافیایی
موقعیت جغرافیایی شهرها و مناطق اطراف به شرح زیر است: